# Росен Плосков
Росен Кирилов Плосков е български актьор.

## Ранен живот
Плосков е роден на 23 декември 1974 г.
Завършил е Първа английска езикова гимназия и НАТФИЗ „Кръстьо Сарафов“.

## Актьорска кариера
Участва в много постановки, документални филми. През 1999 г. играе в постановката „Тъжните или Квартет в черно и бяло“ в театър „Диалог“ на режисьора Бойко Илиев. Участва в постановката Гераците. През 2002 г. участва в „Пътуване към рая“ в Драматичен театър „Боян Дановски“ отново под режисурата на Илиев. Участвал е и в „Нирвана“ в Драматичен театър – Монтана. През 2006 г. играе в „Солунските съзаклятници“ в театър „Сълза и смях“.

## Кариера на озвучаващ актьор
Плосков се занимава с озвучаване на филми и сериали от началото на 21 век. По-известни заглавия с негово участие са „Спешно отделение“, „Братя и сестри“, „Истинска кръв“, „Касъл“, „Имало едно време“, „Убийства в Рая“ и „Това сме ние“.
| Актьор         | Заглавия | Роли                                      |
| -------------- | --- | ----------------------------------------- |
| Антъни Бурдейн | Антъни Бурдейн: Без задръжки Вкусът | Себе си                                   |
| Брад Гарет     | Царе на самоубийството (дублаж на студио Доли) Историята на Кристофър Робин и Мечо Пух (дублаж на студио Доли)                                                        | Джекил Ийори                              |
| Брус Макгил    | Тримата бегълци (дублаж на студио Доли) Ризоли и Айлс: Криминални досиета (дублаж на студио Доли, във втори сезон и епизод 3х11) Нюанси синьо (в епизоди 3х07 – 3х10) | Чарли Винсънт „Винс“ Корсак Джордан Рамзи |
| Денис О'Хеър   | Истинска кръв (в трети сезон) Зловеща семейна история: Хотел (в епизоди 1 – 4)                                                                                        | Ръсел Еджингтън Лиз Тейлър                |
| Джак Макгий    | Касъл (дублаж на студио Доли) Това сме ние | Дейл Фикас Джордж                         |
| Джеф Бенет     | Американски дракон: Джейк Лонг Невероятният Спайдър-Мен (дублаж на Арс Диджитал Студио)                                                                               | Джонатан Лонг и Ловецът Шокър             |
| Джон Доман     | Ризоли и Айлс: Криминални досиета (дублаж на студио Доли, в трети сезон) Незабравимо (дублаж на студио Доли)                                                          | Патрик „Пади“ Дойл Винсънт Куин           |
| Джон Хуертас   | Касъл Това сме ние | Хавиер Еспозито Мигел Ривас               |
| Дилън Уолш     | Незабравимо (дублаж на студио Доли) Касъл (дублаж на студио Доли) | Ал Бърнс Агент Харис                      |
| Рей Уайз       | Игра за двама Касъл (дублаж на Арс Диджитал Студио) | Бил Паркър Боби Фокс                      |
| Сам Трамел     | Истинска кръв Това сме ние | Сам Мерлот Бен                            |

## Филмография
- „Откраднат живот“ (2017) – Кардиолог